# Gressan
Gressan  è un comune italiano sparso di 3 348 abitanti della Valle d'Aosta.

## Geografia fisica

### Territorio
- Classificazione sismica: zona 4 (sismicità molto bassa)[5].

## Origini del nome
Il toponimo latino è Gressanum (anticamente Fundus Gratianus).

## Storia
Da Gressan, in epoca romana, passava la via delle Gallie, strada romana consolare fatta costruire da Augusto per collegare la Pianura Padana con la Gallia.
In epoca fascista, il comune fu accorpato a quello di Aosta.

### Simboli
Lo stemma comunale e il gonfalone sono stati concessi con decreto del presidente della Repubblica del 7 aprile 1994.
Il leone è ripreso dagli stemmi delle due famiglie che nel Medioevo condivisero la giurisdizione sul territorio di Gressan: i De La Tour (di nero, al leone d'oro, armato, linguato e immaschito di rosso) e i Du Ru, o De Rivo (d'azzurro, al leone d'argento, armato, linguato e immaschito di rosso). Le croci sono quelle poste sui campanili valdostani, sormontate dal gallo simbolo di vigilanza e simboleggiano le tre antiche parrocchie: Saint-Jean de Chevrot e La Magdeleine (oggi soppresse, rappresentate dalle croci nere) e Saint-Etienne de Gressan (la croce rossa). La scelta degli smalti (rosso e nero, oro e argento) fa riferimento anche ad altre importanti famiglie locali: d'Aymavilles (d'oro, al leone di nero, armato e linguato di rosso), de Courmayeur (partito d'oro e d'argento, al leone di nero, linguato di rosso, attraversante sulla partizione) e Challant (d'argento; al capo di rosso; alla banda di nero, attraversante sul tutto).
Il gonfalone è un drappo partito di giallo e di nero.

## Monumenti e luoghi d'interesse

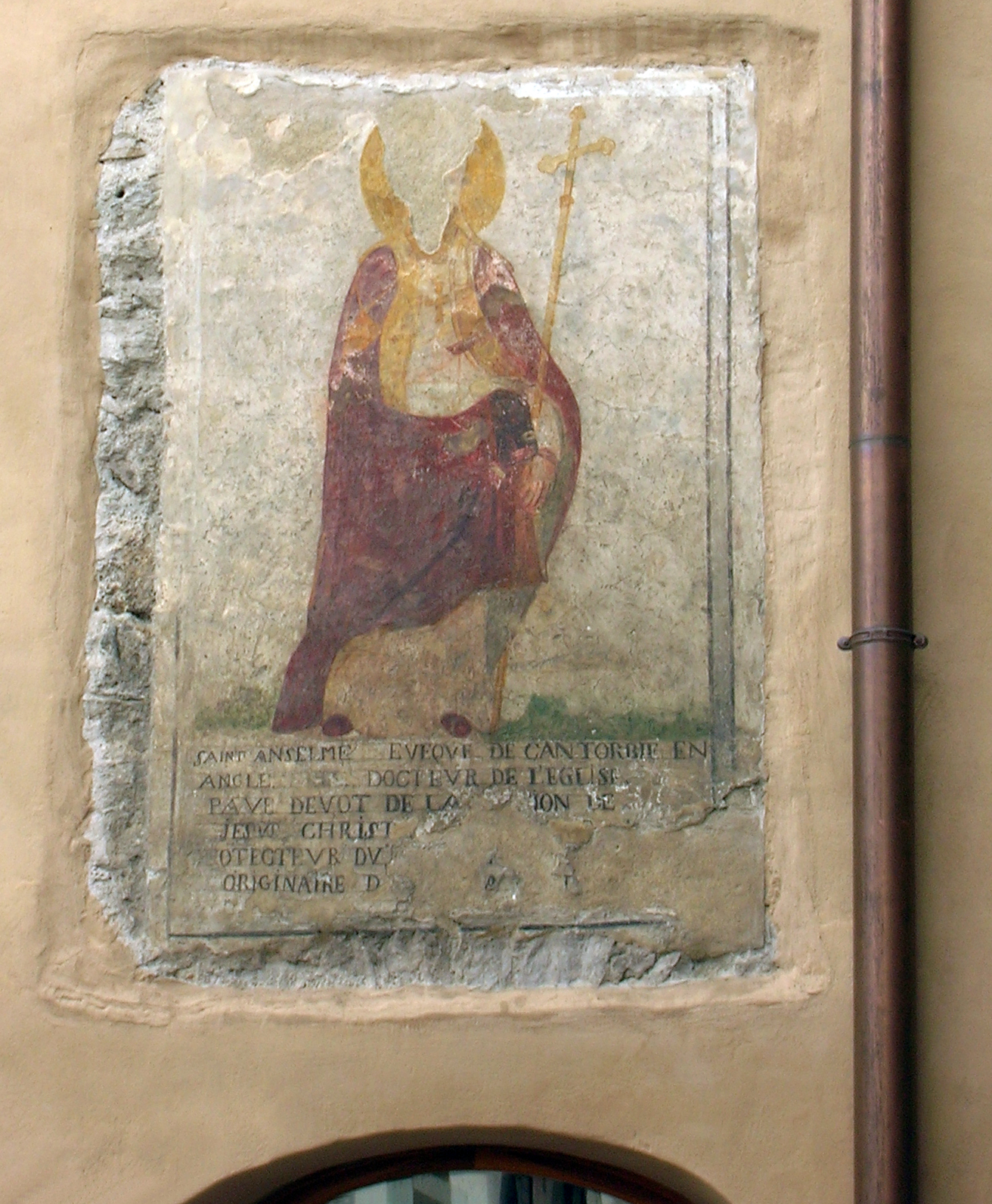
Un affresco su Anselmo di Aosta: alcuni storici pensano sia nato nel 1033 nella Torre di Sant'Anselmo.

### Architetture religiose

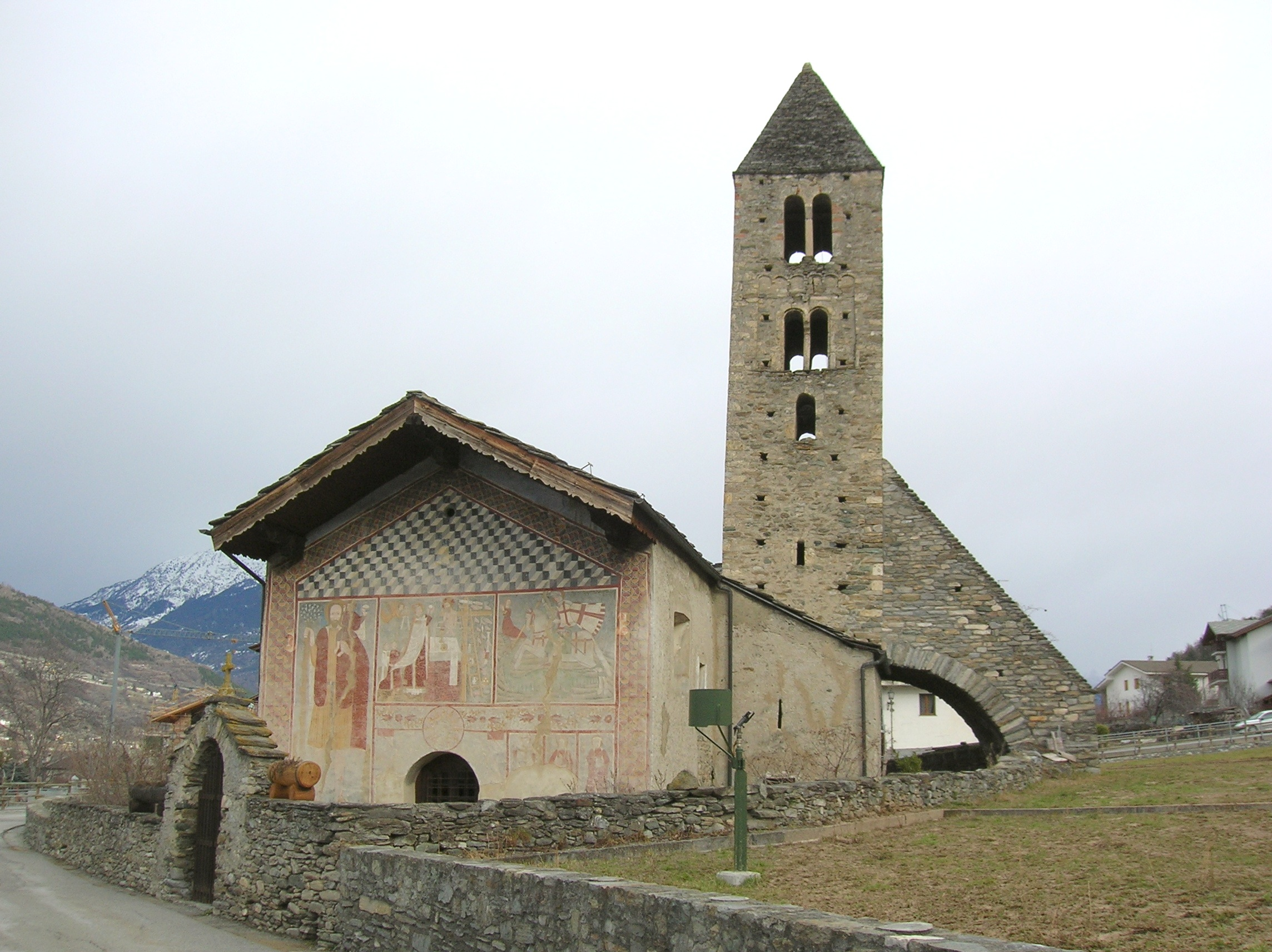
La chiesa della Madeleine, con il suo campanile romanico e la bella facciata dipinta.

- La chiesa della Madeleine, dedicata a Sainte-Marie-Madeleine (Maria Maddalena), presenta un campanile romanico tra i più belli della Valle d'Aosta;
- Parrocchiale di Saint-Jean-de-Chevrot;
- La parrocchiale di Gressan, che venne edificata tra il 1871 e il 1879 riutilizzando le pietre del rudere del castello De Graciano (o casaforte dei Gressan), oggi non più visibile. Il cui campanile poggia ancora sulle fondamenta del castello medievale;
- Cappella di Barrier;
- Cappella di Charémoz;
- Cappella Plan-David;
- Cappella di Moline;
- Cappella di Gorret;
- Cappella di Colombier;
- Oratorio Chapallin.

### Architetture militari

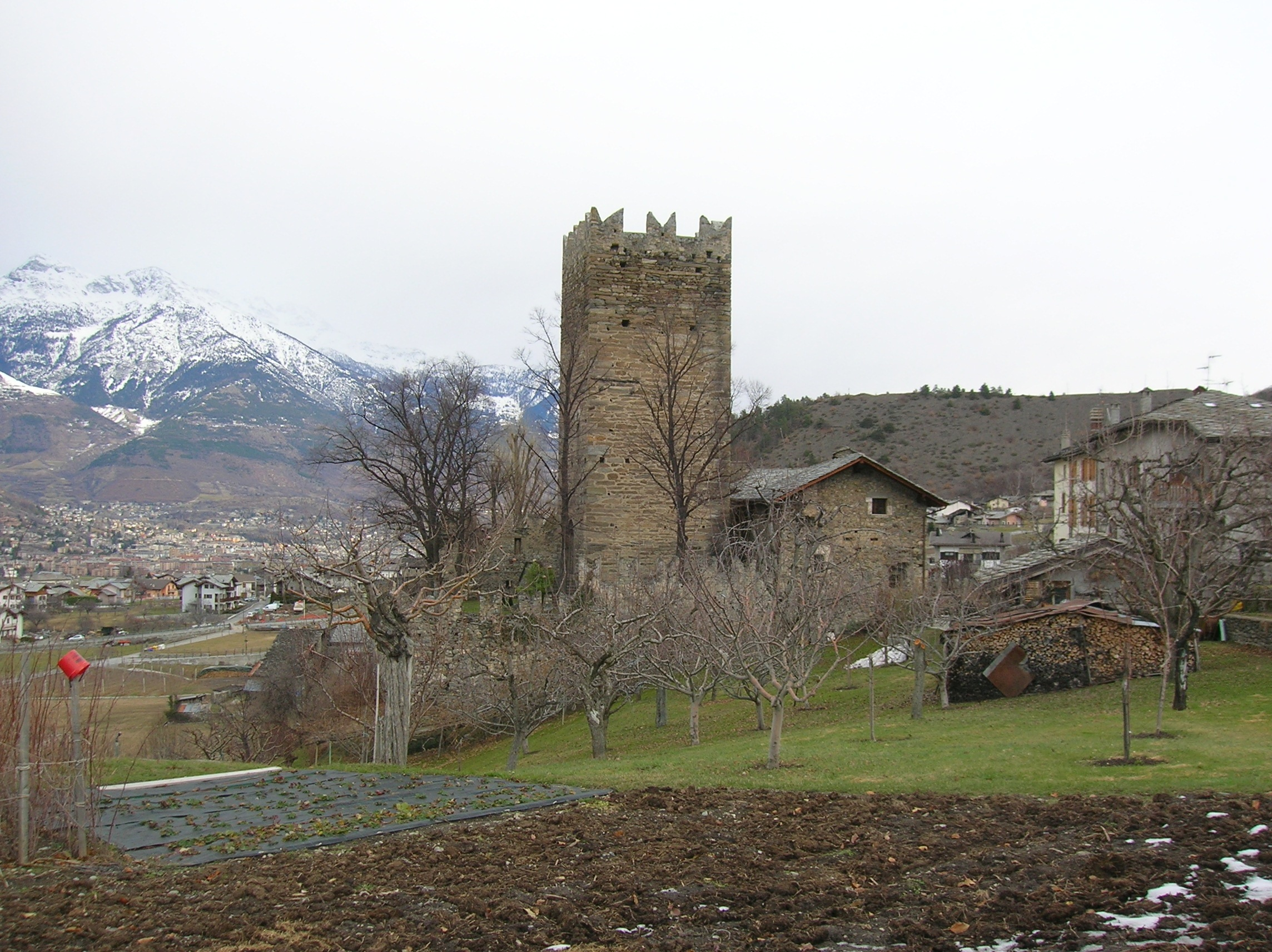
Una panoramica invernale del Castello di Tour de Villa, dal lato ovest

- In località La Bagne, Torre di Sant'Anselmo o Casaforte di La Bagne (della famiglia De Balnea, e successivamente residenza estiva della famiglia Anselmo (secondo lo storico valdostano Jean-Baptiste de Tillier);
- Castello di Tour de Villa (in passato detto anche  Tour des pauvres);
- Tour de la Plantaz;
- In località Chez-Le-Ru si trovano i resti della casaforte dei Du Ru (fondamenta e cantine) risalenti al XIV secolo, per un certo periodo adibito a municipio.
- casaforte dei Gressan, scomparsa
- casa signorile medievale fortificata in località Chevrot
- La torre o casaforte dei La Cour si trova nei pressi del presbiterio di Gressan. Eretta nel XIV secolo, già di proprietà dei Signori di Gressan, fu acquistata nel 1462 dal nobile Pietro Dubois. Appartenne in seguito alla parrocchia. In parte divelta, fu utilizzata per la costruzione del campanile della nuova chiesa parrocchiale di Gressan. La parte orientale della casa-forte, parzialmente conservatasi, è stata integrata a un'abitazione privata.[11][12]

### Architetture civili
- La villa del XVI secolo, in località Ronc;
- La miniera di magnetite del Chanté;
- in località Moline, la Maison Montel (o Rascard de Moline);

### Aree naturali
- Riserva naturale Côte de Gargantua

## Società

### Evoluzione demografica
Abitanti censiti

## Cultura
- La Maison Gargantua, spazio espositivo in località Moline, nella Maison Montel (o Rascard de Moline)

### Biblioteche
In Frazione La Bagne 15, all'interno della Maison de Saint-Anselme, hanno sede la biblioteca comunale e l'Académie Saint-Anselme.

### Eventi
- Fëta di pomme (Festa delle mele, in patois valdostano) - prima domenica di ottobre.[14]

## Economia

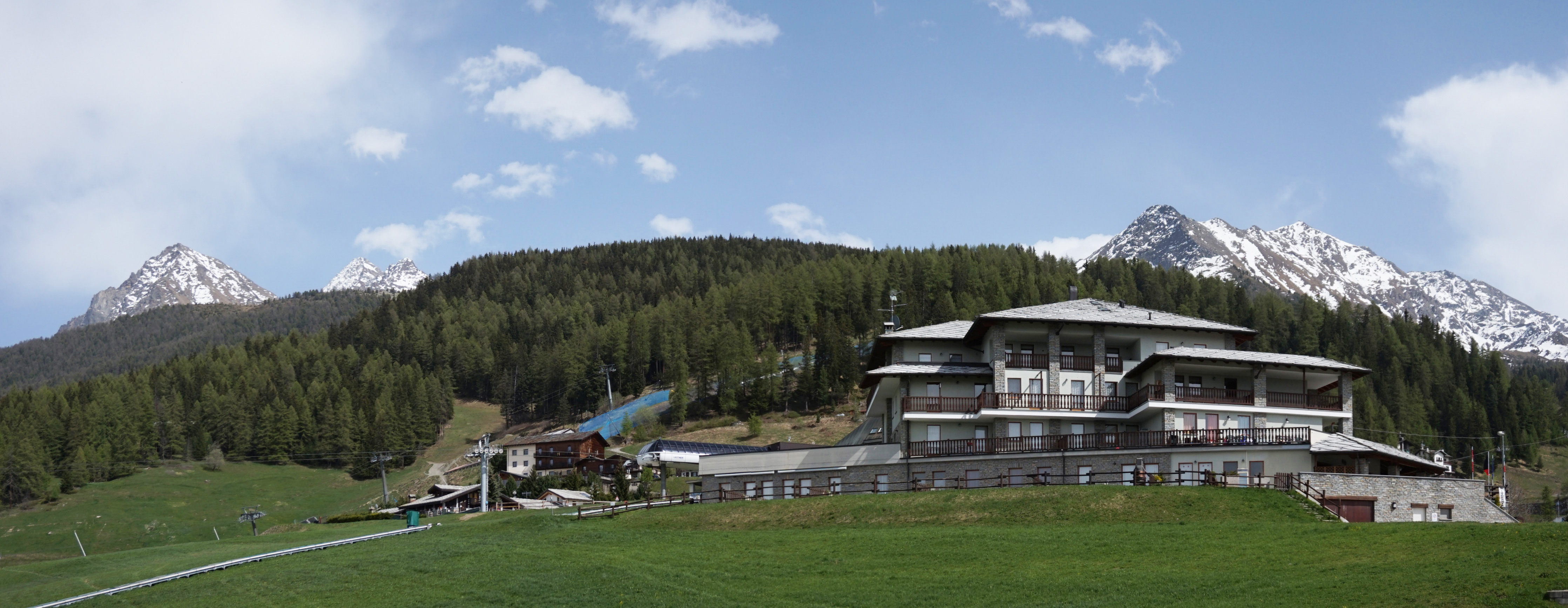
Pila

Nel territorio di Gressan si trova la località di Pila, stazione sciistica facilmente raggiungibile da Aosta grazie alla telecabina Aosta-Pila.

## Amministrazione
Fa parte dell'Unité des Communes valdôtaines Mont-Émilius.

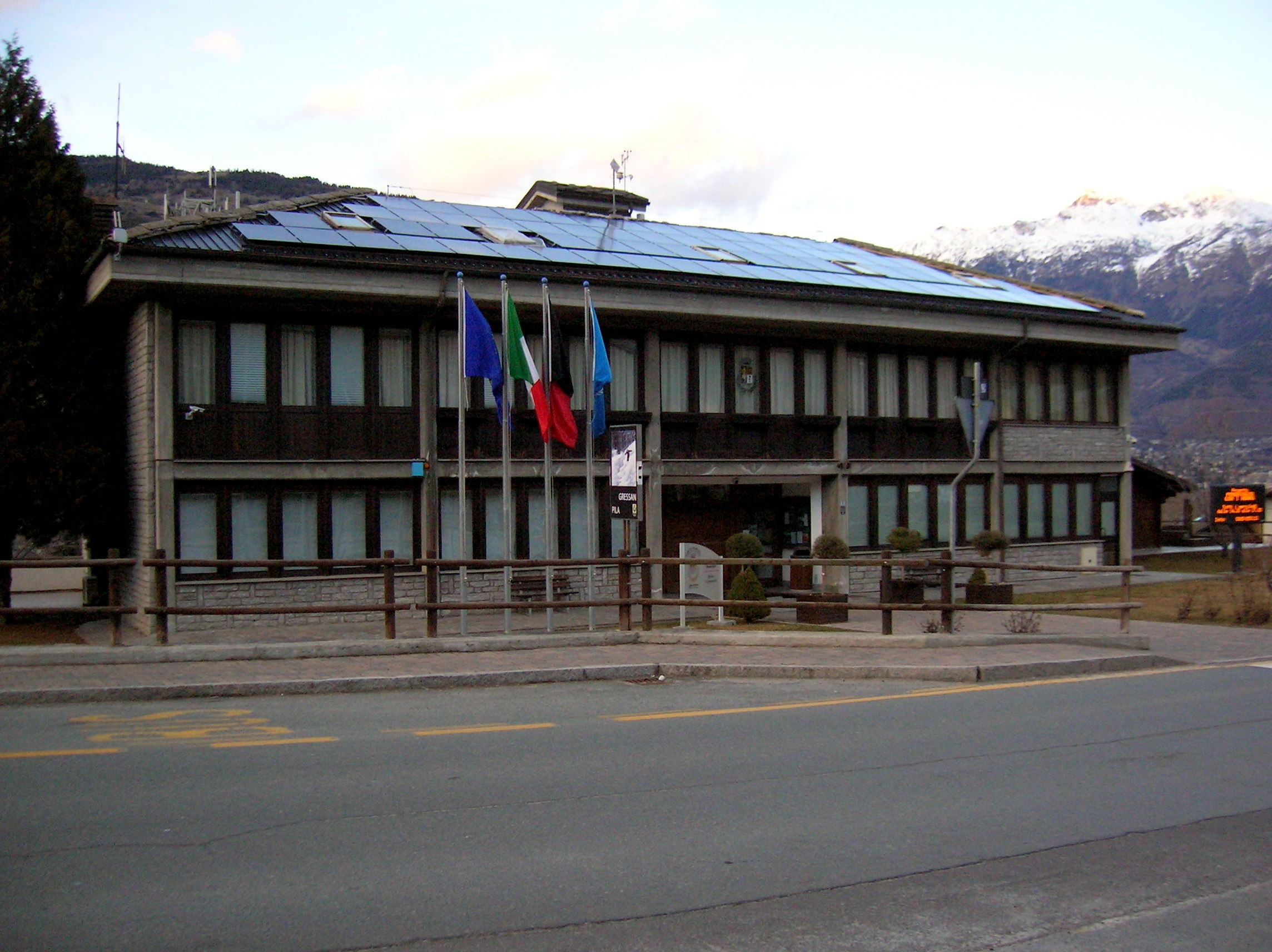
Il Municipio

| Periodo           | Periodo           | Primo cittadino | Partito          | Carica  | Note   |
| ----------------- | ----------------- | --------------- | ---------------- | ------- | ------ |
| 27 maggio 1985    | 21 maggio 1990    | Aldo Cottino    | Union Valdôtaine | Sindaco | [ 15 ] |
| 21 maggio 1990    | 29 maggio 1995    | Aldo Cottino    | Union Valdôtaine | Sindaco | [ 15 ] |
| 29 maggio 1995    | 18 giugno 1998    | Aldo Cottino    | Union Valdôtaine | Sindaco | [ 15 ] |
| 18 giugno 1998    | 8 maggio 2000     | Ivo Guerraz     | Union Valdôtaine | Sindaco | [ 15 ] |
| 8 maggio 2000     | 9 maggio 2005     | Ivo Guerraz     | lista civica     | Sindaco | [ 15 ] |
| 9 maggio 2005     | 24 maggio 2010    | Mirco Impérial  | lista civica     | Sindaco | [ 15 ] |
| 24 maggio 2010    | 11 maggio 2015    | Michel Martinet | lista civica     | Sindaco | [ 15 ] |
| 11 maggio 2015    | 21 settembre 2020 | Michel Martinet |                  | Sindaco | [ 15 ] |
| 21 settembre 2020 | "in carica"       | Michel Martinet | lista civica     | Sindaco | [ 15 ] |

## Sport
Come in tutta la Valle d'Aosta, a Gressan sono presenti numerosi percorsi escursionistici di difficoltà variabile. Nella località sciistica di Pila si possono di praticare gli sport invernali.
In questo comune si gioca a palet e a rebatta, caratteristici sport tradizionali valdostani.
La squadra calcistica di riferimento è l'Aygreville che milita nel campionato di eccellenza ed è frutto della fusione, come indica il nome, di tre società rappresentanti Aymavilles, Gressan e Villeneuve;.
Un'area verde ricreativo-sportiva, denominata Bel air, è situata nella località Les Îles, con una zona per gli sport tradizionali, una pista circolare asfaltata, un campo da calcio, una struttura polivalente per i giochi tradizionali e altre strutture sportive private.

## Energia
Nell'area del Bel air, nella località Les Îles, è installata una micro turbina eolica per la generazione di energia pulita.